# Йозеф Бауер
Йозеф Бауер (нім. Josef Bauer; 25 січня 1881, Унтерграфензее — 30 квітня 1958, Мюнхен) — німецький політик, бригадефюрер СС (1 січня 1940). 

## Біографія
Учасник Першої світової війни, лейтенант. Один з перших членів НСДАП (квиток № 34). Обіймав посаду директора школи, потім головного директора міських шкіл в Мюнхені. Учасник Пивного путчу. Після приходу НСДАП до влади став членом прусського ландтагу. У 1933 році обраний членом Рейхстагу від Верхньої Баварії-Швабії. Обіймав високі пости в Імперському керівництві НСДАП. 7 січня 1935 року вступив в СС (квиток № 264 413).

## Нагороди
- Залізний хрест 2-го класу
- Хрест короля Людвіга
- Золотий партійний знак НСДАП
- Почесний хрест ветерана війни з мечами
- Орден крові
- Кільце «Мертва голова»
- Почесна шпага рейхсфюрера СС
- Медаль «За вислугу років у НСДАП» в бронзі, сріблі та золоті (25 років)